# Наварро, Николас
Никола́с Гасто́н Нава́рро (исп. Nicolás Gastón Navarro; 25 марта 1985, Буэнос-Айрес) — аргентинский футболист, вратарь. Неоднократно вызывался в молодёжную сборную своей страны, в составе которой выиграл Олимпийские игры и чемпионат мира. Как и многие другие южноамериканские футболисты, Николас также имеет европейское (итальянское) гражданство.

## Биография
Николас родился в столице Аргентины Буэнос-Айресе и, соответственно, начал карьеру в команде из этого города — «Архентинос Хуниорс». Несмотря на то, что в основной команде Наварро числился с 2004 года, в чемпионате Аргентины он дебютировал только в 2006 году, но достаточно быстро закрепился в основе, проводя после дебюта на поле практически все матчи. В итоге уверенная игра притянула к молодому вратарю взгляды европейских клубов топ-чемпионатов.
В итоге в январе 2008 года он подписал контракт с итальянским «Наполи». Трансфер составил 4,5 миллиона евро, что является рекордной суммой трансфера вратаря для «Аргентинос Хуниорс». Вариант перехода в «Наполи» был удобен для Наварро хотя бы потому, что за это клуб уже играли два его соотечественника: Эсекьель Лавесси и Роберто Карлос Соса. Однако поначалу заграничная карьера Николаса складывалась не очень успешно: конкуренция в воротах была достаточно высока, какое-то время Наварро даже заявлял, что хочет вернуться на родину, но с началом сезона 2008/09 Николас практически не уступал места в основе. В итоге новый сезон он встречает так же в футболке клуба из Неаполя.
В середине 2009 года был отдан в аренду в «Ривер Плейт», за который по состоянию на 4 октября провёл уже 2 матча в Апертуре 2009/10.
24 июля 2010 года игрок разорвал контракт с «Наполи» и вернулся в ряды «Архентинос Хуниорс».
В 2015 году был основным вратарём «Химнасии» из Ла-Платы. С 2016 года является игроком «Сан-Лоренсо». Дебютировал за команду в матче Кубка Либертадорес против ЛДУ Кито 19 апреля. Встреча завершилась со счётом 1:1. После этого Наварро ни разу не появлялся на поле в составе «красно-синих», став резервным вратарём.
Наварро не приглашался в основную национальную сборную Аргентины, но имеет опыт выступления за молодёжную сборную, в составе которой выиграл два крупнейших международных турнира (чемпионат мира 2005 года и Олимпийские игры 2008 года), хотя и не выходил на их основных стадиях на поле, являясь дублёром Оскара Устари и Серхио Ромеро.